# Berjaya Air
Berjaya Air es una aerolínea con base en Shah Alam, Selangor, Malasia. Opera vuelos regulares y charter domésticos, así como vuelos internacionales de medio radio. Su base de operaciones principal es el Aeropuerto Sultan Abdul Aziz Shah, Subang, Malasia.

## Historia
La aerolínea fue fundada y comenzó a operar en 1989. Es propiedad de Berjaya Group (a través de Berjaya Land) y fue anteriormente conocida como Pacific Air Charter.

## Servicios
Berjaya Air opera a los siguientes destinos (en febrero de 2008) :
- Malasia
  - Isla Pangkor - Aeropuerto de Pangkor
  - Isla Redang - Aeropuerto de Redang
  - Subang - Aeropuerto Sultan Abdul Aziz Shah Base de operaciones principal
  - Isla Tioman - Aeropuerto de Tioman
- Singapur
  - Aeropuerto Seletar
- Tailandia
  - Ko Samui - Aeropuerto de Samui

## Flota

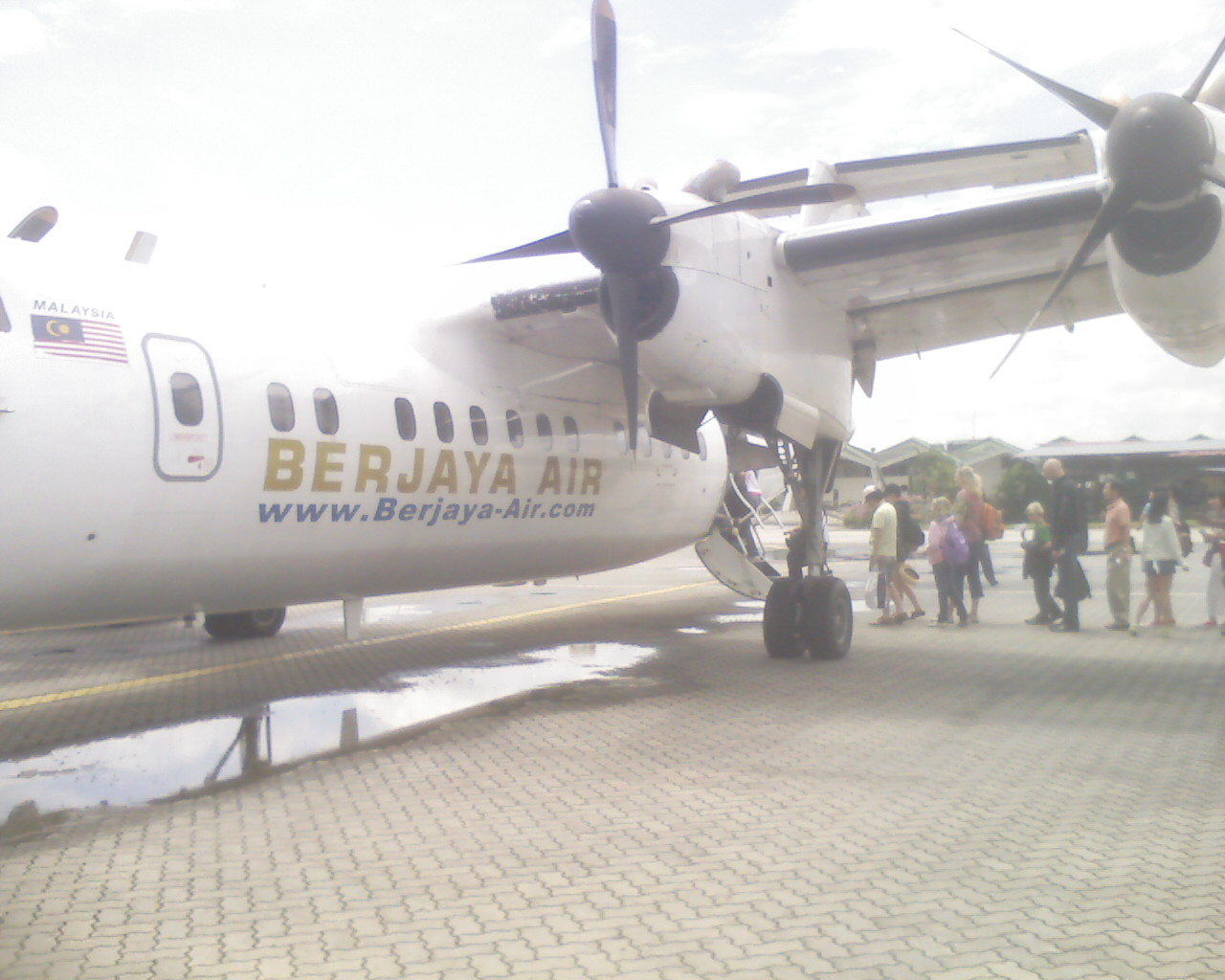
Dash 7 de Berjaya Air.

La flota de Berjaya Air incluye las siguientes aeronaves (en abril de 2020):
| Avión                        | En servicio | Plazas |
| ---------------------------- | ----------- | ------ |
| Bombardier Dash 7 Series 100 | 3           | 48     |
| ATR 42                       | 1           |        |
| Total:                       | 4           |        |

La flota de la aerolínea posee a abril de 2020 una edad media de 21.6 años.